# Ботанічний сад Тутмоса III
Ботанічний сад Тутмоса III є художньо оформленою експозицією флори та фауни давньоєгипетської держави періоду її розквіту, коли єгипетське Нове царство підкорило собі землі від Нубії на півдні до Сирії на півночі. Подробні рельєфи розташовані на стінах кімнати поруч із Фестивальним залом Тутмоса III, у Храмі Амона-Ра, Карнаку. У задній частині храму за наказом фараона XVIII династії Тутмоса III побудований Фестивальний зал, також відомий як Ахмену. Пізніше стіни залу були використані царськими художниками, які за наказом фараона вигравіювали на камені деякі з найкрасивіших пасторальних видів Єгипту.
Один із найбільших фараонів-завойовників Тутмос III, який розширив межі Єгипту на півночі та півдні, зібрав велику колекцію рідкісних видів тварин і рослин, зображення яких висічені на стінах святилища. Завдяки праці придворних художників фараон хотів продемонструвати мальовничу красу, пишну флору і багату фауну, яку він виявив під час своїх воєн проти азійський країн.